# Katrin Kieseler
Katrin Kieseler är en australisk kanotist.
Hon tog bland annat VM-guld i K-4 500 meter i samband med sprintvärldsmästerskapen i kanotsport 1997 i Dartmouth Kanada.